# Supercoppa serba 2017 (pallavolo maschile)
La Supercoppa serba 2017 si è svolta il 12 ottobre 2017: al torneo hanno partecipato due squadre di club serbe e la vittoria finale è andata per la prima volta al Novi Pazar.

## Regolamento
Le squadre hanno disputato una gara unica.

## Squadre partecipanti
| Squadra    | Qualificazione                     | Ultima partecipazione |
| ---------- | ---------------------------------- | --------------------- |
| Novi Pazar | Vincitrice Coppa di Serbia 2016-17 | Debutto               |
| Vojvodina  | Vincitrice Superliga 2016-17       | Supercoppa serba 2015 |

## Torneo
| 12 ottobre 2017 Sportska Dvorana Pendik, Novi Pazar Durata: 1h:53 - Spettatori: 700 | Novi Pazar | 3 - 1 | Vojvodina | 26-28, 25-21, 25-23, 25-21 |